# Kung Fu Panda (série de films)
 Pour plus de détails, voir Fiche technique et Distribution
Kung Fu Panda est une série de films d'animation
américano-chinoise. Elle est constituée de quatre longs métrages sortis au cinéma et de quatre courts métrages. Il existe également trois séries télévisées et un special.

## Chronologie
L'intrigue se déroule dans l'ordre chronologique ci-dessous :
1. Kung Fu Panda (2008)
2. Kung Fu Panda : Les Secrets des cinq cyclones (2008)
3. Kung Fu Panda : Bonnes Fêtes (2010)
4. Kung Fu Panda 2 (2011)
5. Kung Fu Panda : L'Incroyable Légende (2011–2016)
6. Kung Fu Panda : Les Secrets des Maîtres (2011)
7. Kung Fu Panda : Les Secrets du rouleau (2016)
8. Kung Fu Panda 3 (2016)
9. Kung Fu Panda : Les Pattes du destin : (2018-2019)
10. Kung Fu Panda : Le Chevalier Dragon : (2022-2023)
11. Kung Fu Panda 4 (2024)

## Fiche technique
| Équipe                | Longs métrages            | Longs métrages            | Longs métrages          | Longs métrages            | Courts métrages                               | Courts métrages                         |
| Équipe                | Kung Fu Panda             | Kung Fu Panda 2           | Kung Fu Panda 3         | Kung Fu Panda 4           | Kung Fu Panda : Les Secrets des cinq cyclones | Kung Fu Panda : Les Secrets des Maîtres |
| --------------------- | ------------------------- | ------------------------- | ----------------------- | ------------------------- | --------------------------------------------- | --------------------------------------- |
| Titre original        |                           |                           |                         |                           | Secrets of the Furious Five                   | Secrets of the Masters                  |
| Réalisateurs          | John Stevenson            | Jennifer Yuh Nelson       | Jennifer Yuh Nelson     | Stéphanie Stine           | Raman Hui                                     | Anthony Leondis                         |
| Réalisateurs          | Mark Osborne              |                           | Alessandro Carloni      | Mike Mitchell             |                                               |                                         |
| Scénaristes           | Jonathan Aibel            | Jonathan Aibel            | Jonathan Aibel          | Jonathan Aibel            | Paul McEvoy                                   | Paul McEvoy                             |
| Scénaristes           | Glenn Berger              | Glenn Berger              | Glenn Berger            | Glenn Berger              | Todd Berger                                   | Todd Berger                             |
| Scénaristes           |                           | Charlie Kaufman           |                         |                           | Jed Diffenderfer                              |                                         |
| Musique               | John Powell               | John Powell               |                         | Steve Mazzaro             | John Powell                                   | John Powell                             |
| Musique               | Hans Zimmer               |                           |                         |                           |                                               |                                         |
| Musique               |                           |                           |                         |                           | Henry Jackman                                 | Lorne Balfe                             |
| Montage               | Clare De Chenu            | Clare De Chenu            | Clare De Chenu          | NC                        | John Venzon                                   | Marcus Taylor                           |
| Montage               | Maryann Brandon           |                           |                         |                           |                                               |                                         |
| Production            | Melissa Cobb              | Melissa Cobb              | Melissa Cobb            | Rebecca Huntley           | Karen Foster                                  | Karen Foster                            |
| Société de production | DreamWorks Animation      | DreamWorks Animation      | DreamWorks Animation    | DreamWorks Animation      | DreamWorks Animation                          | DreamWorks Animation                    |
| Distribution          | Paramount Pictures        | Paramount Pictures        | 20th Century Fox        | Universal Pictures        | DreamWorks Home Entertainment                 | DreamWorks Home Entertainment           |
| Distribution          | Paramount Pictures France | Paramount Pictures France | 20th Century Fox France | Universal Pictures France |                                               |                                         |
| Durée                 | 92 minutes                | 90 minutes                | 95 minutes              | 93 minutes                | 25 minutes                                    | 23 minutes                              |
| Pays d'origine        | États-Unis                | États-Unis                | États-Unis              | États-Unis                | États-Unis                                    | États-Unis                              |
| Pays d'origine        |                           | Chine                     |                         |                           |                                               |                                         |
| Date de sortie        | 6 juin 2008               | 21 juin 2011              | 29 janvier 2016         | 8 mars 2024               | 25 octobre 2010 (vidéo)                       | 13 mars 2012 (vidéo)                    |
| Date de sortie        | 25 juillet 2008           | 5 juillet 2011            | 30 mars 2016            | 27 mars 2024              | NC                                            | NC                                      |

## Distribution
| Personnages     | Longs métrages                                                         | Longs métrages                                                         | Longs métrages                                                            | Longs métrages                                                            | Courts métrages                                  | Courts métrages                                  | Special                           | Série télévisée                                                |  |
| Personnages     | Kung Fu Panda                                                          | Kung Fu Panda 2                                                        | Kung Fu Panda 3                                                           | Kung Fu Panda 4                                                           | Kung Fu Panda : Les Secrets des cinq cyclones    | Kung Fu Panda : Les Secrets des Maîtres          | Kung Fu Panda : Bonnes Fêtes      | Kung Fu Panda : L'Incroyable Légende l'interprète du générique |  |
| --------------- | ---------------------------------------------------------------------- | ---------------------------------------------------------------------- | ------------------------------------------------------------------------- | ------------------------------------------------------------------------- | ------------------------------------------------ | ------------------------------------------------ | --------------------------------- | -------------------------------------------------------------- |  |
| Po              | Jack Black                                                             | Jack Black                                                             | Jack Black                                                                | Jack Black                                                                | Jack Black                                       | Jack Black                                       | Jack Black                        | Mick Wingert                                                   |  |
| Po              | Manu Payet (VF) Hugolin Chevrette-Landesque (VQ)                       | Manu Payet (VF) Hugolin Chevrette-Landesque (VQ)                       | Manu Payet (VF) Hugolin Chevrette-Landesque (VQ)                          | Manu Payet (VF) Hugolin Chevrette-Landesque (VQ)                          | Manu Payet (VF) Hugolin Chevrette-Landesque (VQ) | Manu Payet (VF) Hugolin Chevrette-Landesque (VQ) | Manu Payet (VF)                   | Pascal Nowak (VF)                                              |  |
| Maître Tigresse | Angelina Jolie                                                         | Angelina Jolie                                                         | Angelina Jolie                                                            | présence silencieuse                                                      | Angelina Jolie                                   | Kari Wahlgren                                    | Angelina Jolie                    | Kari Wahlgren                                                  |  |
| Maître Tigresse | Marie Gillain (VF) Hélène Mondoux (VQ)                                 | Marie Gillain (VF) Hélène Mondoux (VQ)                                 | Marie Gillain (VF) Hélène Mondoux (VQ)                                    | présence silencieuse                                                      | Marie Gillain (VF) Hélène Mondoux (VQ)           | Marie Gillain (VF) Hélène Mondoux (VQ)           | Françoise Cadol (VF)              | Laura Blanc (VF)                                               |  |
| Maître Mante    | Seth Rogen                                                             | Seth Rogen                                                             | Seth Rogen                                                                | présence silencieuse                                                      | Seth Rogen                                       | Seth Rogen                                       | Seth Rogen                        | Max Koch                                                       |  |
| Maître Mante    | Xavier Fagnon (VF) Tristan Harvey (VQ)                                 | Xavier Fagnon (VF) Tristan Harvey (VQ)                                 | Xavier Fagnon (VF) Tristan Harvey (VQ)                                    | présence silencieuse                                                      | Xavier Fagnon (VF)                               | Xavier Fagnon (VF)                               | Xavier Fagnon (VF)                | Xavier Fagnon (VF)                                             |  |
| Maître Singe    | Jackie Chan                                                            | Jackie Chan                                                            | Jackie Chan                                                               | présence silencieuse                                                      | Jaycee Chan                                      |                                                  | Jackie Chan                       | James Sie                                                      |  |
| Maître Singe    | William Coryn (VF) François L'Écuyer (VQ)                              | William Coryn (VF) François L'Écuyer (VQ)                              | William Coryn (VF) François L'Écuyer (VQ)                                 | présence silencieuse                                                      | William Coryn (VF)                               |                                                  | William Coryn (VF)                | William Coryn (VF)                                             |  |
| Maître Vipère   | Lucy Liu                                                               | Lucy Liu                                                               | Lucy Liu                                                                  | présence silencieuse                                                      | Jessica DiCicco                                  |                                                  | Lucy Liu                          | Lucy Liu                                                       |  |
| Maître Vipère   | Mylène Jampanoï (VF) Michèle Lituac (VQ)                               | Mylène Jampanoï (VF) Michèle Lituac (VQ)                               | Mylène Jampanoï (VF) Michèle Lituac (VQ)                                  | présence silencieuse                                                      | Mylène Jampanoï (VF)                             |                                                  | Mylène Jampanoï (VF)              | Nathalie Spitzer (VF)                                          |  |
| Maître Grue     | David Cross                                                            | David Cross                                                            | David Cross                                                               | présence silencieuse                                                      | David Cross                                      |                                                  | David Cross                       | Amir Talai                                                     |  |
| Maître Grue     | Tomer Sisley (1 et 2) et Marc Arnaud (3) (VF) Gilbert Lachance (VQ)    | Tomer Sisley (1 et 2) et Marc Arnaud (3) (VF) Gilbert Lachance (VQ)    | Tomer Sisley (1 et 2) et Marc Arnaud (3) (VF) Gilbert Lachance (VQ)       | présence silencieuse                                                      | Tomer Sisley (VF)                                |                                                  | Tomer Sisley (VF)                 | Olivier Podesta (VF)                                           |  |
| Maître Shifu    | Dustin Hoffman                                                         | Dustin Hoffman                                                         | Dustin Hoffman                                                            | Dustin Hoffman                                                            | Dustin Hoffman                                   | Dustin Hoffman                                   | Dustin Hoffman                    | Fred Tatasciore                                                |  |
| Maître Shifu    | Pierre Arditi (VF) Guy Nadon (VQ)                                      | Pierre Arditi (VF) Guy Nadon (VQ)                                      | Pierre Arditi (VF) Guy Nadon (VQ)                                         | Pierre Arditi (VF) Guy Nadon (VQ)                                         | Pierre Arditi (VF) Guy Nadon (VQ)                | Pierre Arditi (VF) Guy Nadon (VQ)                | Pierre Arditi (VF) Guy Nadon (VQ) | Philippe Ariotti (VF)                                          |  |
| M. Ping         | James Hong                                                             | James Hong                                                             | James Hong                                                                | James Hong                                                                |                                                  |                                                  | James Hong                        | James Hong                                                     |  |
| M. Ping         | Michel Tureau (1 à 3) et Christian De Smet (4) (VF) Hubert Gagnon (VQ) | Michel Tureau (1 à 3) et Christian De Smet (4) (VF) Hubert Gagnon (VQ) | Michel Tureau (1 à 3) et Christian De Smet (4) (VF) Hubert Gagnon (VQ)    | Michel Tureau (1 à 3) et Christian De Smet (4) (VF) Hubert Gagnon (VQ)    |                                                  |                                                  | Michel Tureau (VF)                | Michel Tureau (VF)                                             |  |
| Oogway          | Randall Duk Kim                                                        |                                                                        | Randall Duk Kim                                                           | Mentionné                                                                 | Randall Duk Kim                                  | Randall Duk Kim                                  |                                   | Randall Duk Kim                                                |  |
| Oogway          | Pierre Bonzans (VF) Vincent Davy (VQ)                                  |                                                                        | Pierre Bonzans (VF) Vincent Davy (VQ)                                     | Mentionné                                                                 | Pierre Bonzans (VF)                              | Pierre Bonzans (VF)                              |                                   | Denis Boileau (VF)                                             |  |
| Tai Lung        | Ian McShane                                                            | flashback                                                              |                                                                           | Ian McShane                                                               |                                                  |                                                  | Ian McShane (caméo)               | Andre Sogliuzzo (caméo)                                        |  |
| Tai Lung        | Marc Lavoine (VF) Pierre Chagnon (VQ)                                  | flashback                                                              |                                                                           | Serge Biavan (VF) Pierre Chagnon (VQ)                                     |                                                  |                                                  | NC                                | Serge Faliu (VF)                                               |  |
| Zeng            | Dan Fogler                                                             |                                                                        |                                                                           |                                                                           |                                                  |                                                  | Dan Fogler                        | Mick Wingert                                                   |  |
| Zeng            | Pascal Sellem (VF)Martin Watier (VQ)                                   |                                                                        |                                                                           |                                                                           |                                                  |                                                  | NC                                | NC                                                             |  |
| Seigneur Shen   |                                                                        | Gary Oldman                                                            | flashback                                                                 | présence silencieuse                                                      |                                                  |                                                  |                                   |                                                                |  |
| Seigneur Shen   |                                                                        | Bernard Alane (VF) Daniel Picard (VQ)                                  |                                                                           | présence silencieuse                                                      |                                                  |                                                  |                                   |                                                                |  |
| Maître Croc     |                                                                        | Jean-Claude Van Damme                                                  | Jean-Claude Van Damme                                                     |                                                                           |                                                  | Tony Leondis                                     |                                   |                                                                |  |
| Maître Croc     |                                                                        | Patrice Baudrier (VF) Louis-Philippe Dandenault (VQ)                   | Patrice Baudrier (VF) Louis-Philippe Dandenault (VQ)                      |                                                                           |                                                  | Patrice Baudrier (VF)                            |                                   |                                                                |  |
| Maître Bœuf     |                                                                        | Dennis Haysbert                                                        |                                                                           |                                                                           |                                                  | Dennis Haysbert                                  |                                   |                                                                |  |
| Maître Bœuf     |                                                                        | Paul Borne (VF) Yves Corbeil (VQ)                                      |                                                                           |                                                                           |                                                  | Paul Borne (VF)                                  |                                   |                                                                |  |
| Maître Rhino    |                                                                        | Victor Garber                                                          |                                                                           |                                                                           |                                                  | Paul Scheer                                      |                                   |                                                                |  |
| Maître Rhino    |                                                                        | Philippe Peythieu (VF) Denis Mercier (VQ)                              |                                                                           |                                                                           |                                                  | Philippe Peythieu (VF)                           |                                   |                                                                |  |
| Général Kai     |                                                                        |                                                                        | J. K. Simmons                                                             | présence silencieuse                                                      |                                                  |                                                  |                                   |                                                                |  |
| Général Kai     |                                                                        |                                                                        | Jérémie Covillault (VF) Patrick Chouinard (VQ)                            | présence silencieuse                                                      |                                                  |                                                  |                                   |                                                                |  |
| Li Shan         |                                                                        | Fred Tatasciore                                                        | Bryan Cranston                                                            | Bryan Cranston                                                            |                                                  |                                                  |                                   |                                                                |  |
| Li Shan         |                                                                        | Jean-Baptiste Marcenac (VF)                                            | Emmanuel Jacomy (VF) Sébastien Dhavernas (3) et Frédéric Desager (4) (VQ) | Emmanuel Jacomy (VF) Sébastien Dhavernas (3) et Frédéric Desager (4) (VQ) |                                                  |                                                  |                                   |                                                                |  |
| la Caméléone    |                                                                        |                                                                        |                                                                           | Viola Davis                                                               |                                                  |                                                  |                                   |                                                                |  |
| la Caméléone    |                                                                        |                                                                        | Céline Monsarrat (VF) Johanne Garneau (VQ)                                |                                                                           |                                                  |                                                  |                                   |                                                                |  |
| Zhen            |                                                                        |                                                                        |                                                                           | Awkwafina                                                                 |                                                  |                                                  |                                   |                                                                |  |
| Zhen            |                                                                        |                                                                        | Olivia Dalric (VF) Pascale Montreuil (VQ)                                 |                                                                           |                                                  |                                                  |                                   |                                                                |  |

## Sortie

### Box-office
| Film            | Année | Recettes au box-office                | Recettes au box-office | Recettes au box-office | Recettes au box-office | Entrées           | Entrées           | Budget        | Réf. |
| Film            | Année | Week-end d'ouverture Amérique du Nord | États-Unis Canada      | Reste du monde         | Mondial                | France            | Région parisienne | Budget        | Réf. |
| --------------- | ----- | ------------------------------------- | ---------------------- | ---------------------- | ---------------------- | ----------------- | ----------------- | ------------- | ---- |
| Kung Fu Panda   | 2008  | 60 239 130 $                          | 215 434 591 $          | 416 309 969 $          | 631 744 560 $          | 3 231 982 entrées | 753 074 entrées   | 130 000 000 $ | ,    |
| Kung Fu Panda 2 | 2011  | 47 656 302 $                          | 165 249 063 $          | 500 443 218 $          | 665 692 281 $          | 2 646 097 entrées | 728 574 entrées   | 150 000 000 $ | ,    |
| Kung Fu Panda 3 | 2016  | 41 282 042 $                          | 143 500 000 $          | 377 600 000 $          | 521 200 000 $          | 2 417 848 entrées |                   | 145 000 000 $ | ,    |
| Kung Fu Panda 4 | 2024  | 57 989 905 $                          | 192 659 190 $          | 340 775 000 $          | 533 434 190 $          | 2 297 678 entrées |                   | 85 000 000 $  |      |
| Total           | Total | 207 167 379 $                         | 675 883 654 $          | 1 489 953 187 $        | 2 165 936 841 $        | 5 878 079 entrées | 1 481 648 entrées | 510 000 000   | ,    |

### Critique
| Film            | Rotten Tomatoes      | Metacritic        | Allociné             |
| --------------- | -------------------- | ----------------- | -------------------- |
| Kung Fu Panda   | 87 % (178 critiques) | 73 (33 critiques) | 3,5/5 (23 critiques) |
| Kung Fu Panda 2 | 81 % (167 critiques) | 67 (31 critiques) | 3,4/5 (17 critiques) |
| Kung Fu Panda 3 | 81 % (89 critiques)  | 66 (28 critiques) | 4/5 (261 critiques)  |
| Kung Fu Panda 4 | 72 % (141 critiques) | 54 (33 critiques) | 2,9/5 (20 critiques) |

## Télévision
En novembre 2010, le special Kung Fu Panda : Bonnes Fêtes (Kung Fu Panda Holiday) est diffusé sur la chaine américaine NBC.
La série télévisée Kung Fu Panda : L'Incroyable Légende (Kung Fu Panda: Legends of Awesomeness) est diffusée aux États-Unis du 7 novembre 2011 à 2014 sur la chaîne Nickelodeon. La plupart des doubleurs des films -(anglais et français) ne sont ici pas présents.